# Looper (Band)
Looper ist eine britische Indie-Pop-Band aus Glasgow.

## Geschichte
Looper wurde 1998 von Stuart David, von 1996 bis 2000 Mitglied bei Belle and Sebastian, und dessen Frau Karn David begründet. Die Band trat zunächst mit einer Show an der Glasgow School of Art auf. Ihre erste Single Impossible Things erschien wenige Monate später beim amerikanischen Musiklabel Sub Pop. Kurz darauf stießen der Gitarrist Ronnie Black und der Keyboarder Scott Twynholm zur Band.
Ihr Debütalbum Up a Tree erschien 1999 in den Vereinigten Staaten auf Sub Pop und weltweit über Jeepster Recordings. Im Jahr 2000 folgte das zweite Album The Geometrid. Nach einer dreimonatigen US-Tour mit The Flaming Lips wechselten sie zum Label Mute Records, wo 2002 das dritte Album The Snare erschien.
Ihre Musikstücke finden oft Verwendung in Filmen und bei Werbespots. So lizenzierten sie ihre Stücke für Filme wie Die fetten Jahre sind vorbei, The Girl Next Door oder Happy Accidents. Ihr Stück Mondo 77 wurde in mehreren Filmen, darunter Vanilla Sky und einer Xerox-Werbung verwendet, was der Band über mehrere Jahre insgesamt über 500.000 Pfund an Tantiemen einbrachte. Dadurch ist die Band weitgehend von Plattenverkäufen unabhängig.

## Diskografie

### Alben
- 1999: Up A Tree (Sub Pop / Jeepster Recordings)
- 2000: The Geometrid (Sub Pop / Jeepster Recordings)
- 2002: The Snare (Mute Records)

### Singles und EPs
- 1998: Impossible Things (Sub Pop / Jeepster Recordings)
- 1999: Who's Afraid Of Y2K? (Sub Pop / Jeepster Recordings)
- 1999: Ballad Of Ray Suzuki (Sub Pop / Jeepster Recordings)
- 2000: Mondo '77 (Sub Pop / Jeepster Recordings)
- 2002: The Snare (Mute Records)
- 2002: She's A Knife (Mute Records)